# Pozuelo de Calatrava
Pozuelo de Calatrava é um município da Espanha na província de Ciudad Real, comunidade autónoma de Castilla-La Mancha, de área 99,67 km² com população de 2750 habitantes (2006) e densidade populacional de 27,01 hab/km².

## Demografia
| Variação demográfica do município entre 1991 e 2004 | Variação demográfica do município entre 1991 e 2004 | Variação demográfica do município entre 1991 e 2004 | Variação demográfica do município entre 1991 e 2004 |
| --------------------------------------------------- | --------------------------------------------------- | --------------------------------------------------- | --------------------------------------------------- |
| 1991                                                | 1996                                                | 2001                                                | 2004                                                |
| 2355                                                | 2515                                                | 2571                                                | 2691                                                |